# Paris-Roubaix de 1934
A 35.ª edição da Paris-Roubaix teve lugar a 1 de abril de 1934 e foi vencida por segunda vez pelo belga Gaston Rebry. A corrida foi inicialmente vencida pelo francês Roger Lapébie. Sendo este desclassificado minutos depois por mudar de bicicleta, o que estava proibido pelo regulamento.

## Classificação final
|    | Ciclista          | Equipa                      | Tempo           |
| -- | ----------------- | --------------------------- | --------------- |
| 1  | Gaston Rebry      | Alcyon-Dunlop               | 7 h 52 min 07 s |
| 2  | Jean Wauters      | Thomann                     | + 5 s           |
| 3  | Frans Bonduel     | Dilecta                     | + 3 min 32 s    |
| 4  | René Le Grevès    | Alcyon-Dunlop               | + 4 min 21 s    |
| 5  | André Godinat     | Dilecta                     | + 4 min 21 s    |
| 6  | Alfons Schepers   | La Française                | + 8 min 02 s    |
| 7  | Romain Maes       | Alcyon-Dunlop               | + 8 min 02 s    |
| 8  | Louis Hardiquest  | La Française                | + 8 min 02 s    |
| 9  | Raymond Louviot   | Genial Lucifer - Hutchinson | + 8 min 13 s    |
| 10 | Alfred Hamerlinck | Dilecta                     | + 8 min 30 s    |